# Еврейское кладбище (Изерлон)
Еврейское кладбище в Изерлоне (нем. Jüdische Friedhof Iserlohn) — кладбище в городе Изерлон, расположенное на улице Dördelweg; имеет площадь около 1850 м² и содержит одиннадцать надгробных камней; является охраняемым памятником.

## История
Евреям Изерлона ранее не разрешалось хоронить своих мертвецов в пределах городских укреплений. Поэтому похороны прошли перед городской стеной на свалке возле Дикен Турм.